# 市民出版社
株式会社市民出版社（しみんしゅっぱんしゃ）は、日本の出版社。和尚サクシン瞑想センターのスタッフを中心に、バグワン・シュリ・ラジニーシ（Osho）の講話など精神世界の書籍・音声テープ・CD・VHS・DVDなどの出版・販売を行う。